# Condado de Banner
El condado de Banner (en inglés: Banner County), fundado en 1888, es un condado del estado estadounidense de Nebraska. En el año 2000 tenía una población de 7.452 habitantes con una densidad de población de 3 personas por km². La sede del condado es Neligh.
El condado Banner es parte de la Scottsbluff, Área Metropolitana de Nebraska.

## Geografía
Según la oficina del censo el condado tiene una superficie total de 1932 km² (745,9 mi²), de los que la totalidad son tierra.

### Condados adyacentes
- Condado de Scotts Bluff - norte
- Condado de Morrill - este
- Condado de Cheyenne - sureste
- Condado de Kimball - sur
- Condado de Laramie - oeste
- Condado de Goshen - noroeste

## Demografía
Según el 2000 la renta per cápita media de los habitantes del condado era de 31.339 dólares y el ingreso medio de una familia era de 41.538 dólares. En el año 2000 los hombres tenían unos ingresos anuales 25.250 dólares frente a los 18.750 dólares que percibían las mujeres. El ingreso por habitante era de 17.149 dólares y alrededor de un 13,60% de la población estaba bajo el umbral de pobreza nacional.

## Ciudades y pueblos
La principal ciudad es Harrisburg aunque también existe una ciudad fantasma o abandonada llamada Ashford.

## Espacios naturales protegidos
El único que puede destacarse es la montaña de Big Horn que pertenece a la zona escarpada de Pine Ridge y dispone de una cima de 1.410,9 m de altitud y cuyas laderas están pobladas por la especie de borrego denominado Ovis canadensis.